# La herida luminosa
La herida luminosa és una pel·lícula espanyola, dirigida per José Luis Garci el 1997, basada en La ferida lluminosa, l'obra de teatre de Josep Maria de Segarra. Existeix una versió prèvia, estrenada el 1956, amb direcció de Tulio Demicheli i protagonitzada per Amparo Rivelles.

## Argument
Ambientada a l'Espanya de la dècada de 1950, se centra en la difícil relació en el si d'un matrimoni de classe burgesa, el Doctor Enrique Molinos (Fernando Guillén) i Donya Isabel (Mercedes Sampietro). Enrique recupera la il·lusió en enamorar-se de Julia (Beatriz Santana), una jove col·lega. La seva esposa es converteix en un obstacle per als seus plans de futur, per la qual cosa comença a concebre el seu assassinat. La seva filla missionera ho descobreix per casualitat i intenta impedir-ho.

## Repartiment
- Fernando Guillén - Doctor Molinos
- Mercedes Sampietro - Doña Isabel
- Julia Gutiérrez Caba - Germana Benedicta
- María Massip - Escolástica
- Beatriz Santana - Julia
- Neus Asensi - Jovita
- Cayetana Guillén Cuervo -Germana María

## Recepció
A Espanya només va obtenir una candidatura al Goya al millor maquillatge i perruqueria. En canvi, va tenir molt bona acollida al Festival Internacional de Cinema de Mont-real.